# Kumbum
Pour les articles homonymes, voir Kumbum (homonymie).
Un kumbum (tibétain : སྐུ་འབུམ, Wylie : Sku 'bum, littéralement :  « cent mille images saintes ») est un chörten tibétain de grande taille constituant un bâtiment, comparable à un temple.

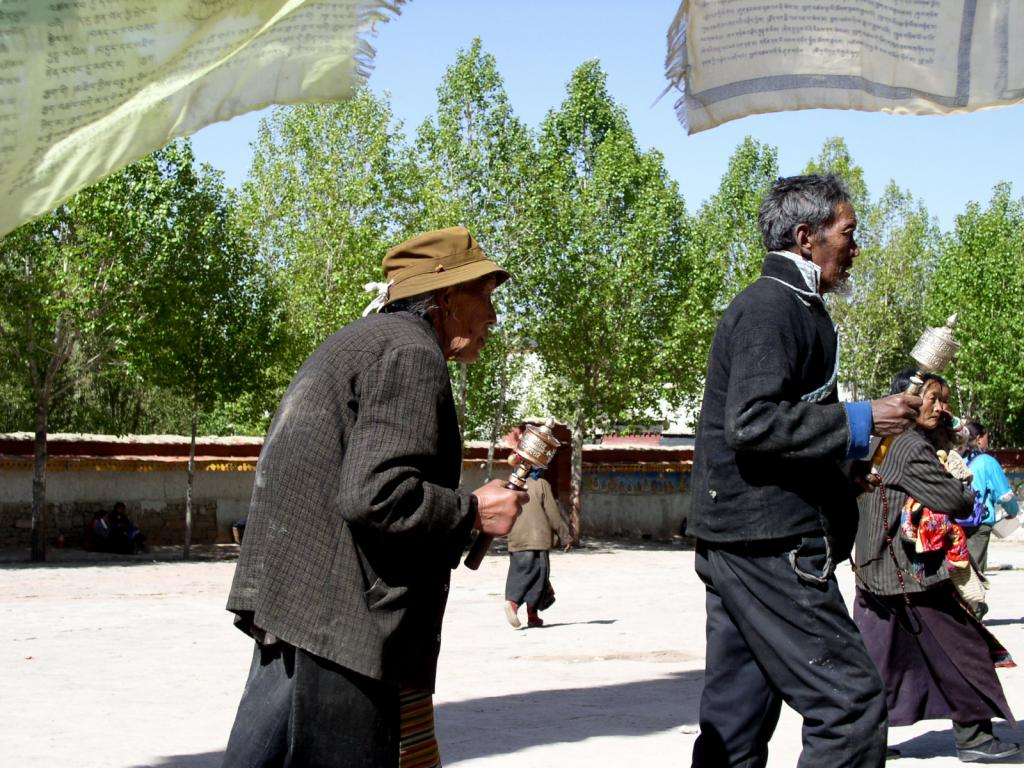
Pèlerins déambulant autour du kumbum tibétain de Gyantsé, avec leurs moulins à prières.

La base d'un kumbum regroupe sur plusieurs étages des chapelles abritant des statues de divinités bouddhiques.

## Le Kumbum de Gyantsé

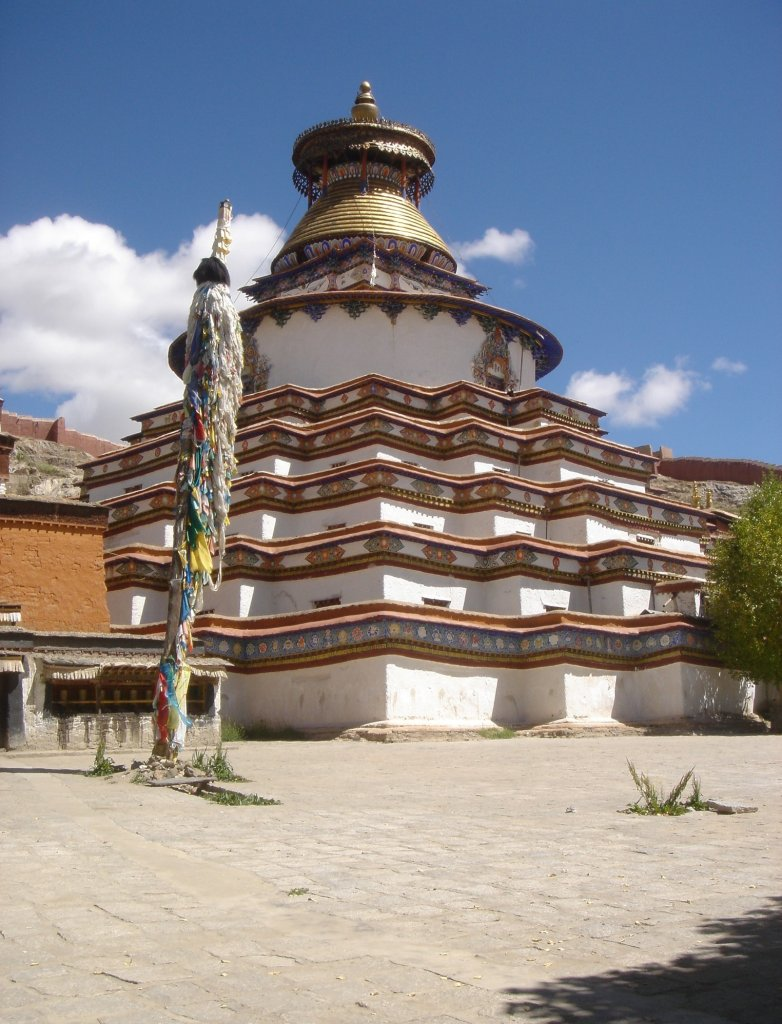
Le kumbum de Gyantsé

Le kumbum le plus ancien et le plus connu est situé à Gyantsé, dans la région autonome du Tibet. Sa construction a été entreprise en 1418 et il a été consacré en 1427 par le seigneur de Gyantsé, Rabten Kunzang Phagba, fondateur du monastère de Palcho.
D'une hauteur de 32 mètres, il renferme une grande statue du Bouddha en méditation et comporte six niveaux occupés par des chapelles : quatre dans la base octogonale, puis un étage de forme circulaire surmonté par une terrasse supportant une chapelle carrée. L'ensemble est surmonté de treize disques circulaires superposés symbolisant les treize états supra-humains.
Les chapelles, parcourues par les pèlerins selon une spirale ascendante dans le sens des aiguilles d'une montre, renferment des statues polychromes en argile moulée, dont le style est principalement marqué par l'art newar du Népal, certaines influences chinoises et indiennes apparaissant parfois.
Au total, l'édifice comporte 73 chapelles et 108 portes (nombre sacré du bouddhisme tantrique) et contiendrait 27 529 images. Il a été épargné par la révolution culturelle.

Le Kumbum de Gyantsé - quatre des 27529 images
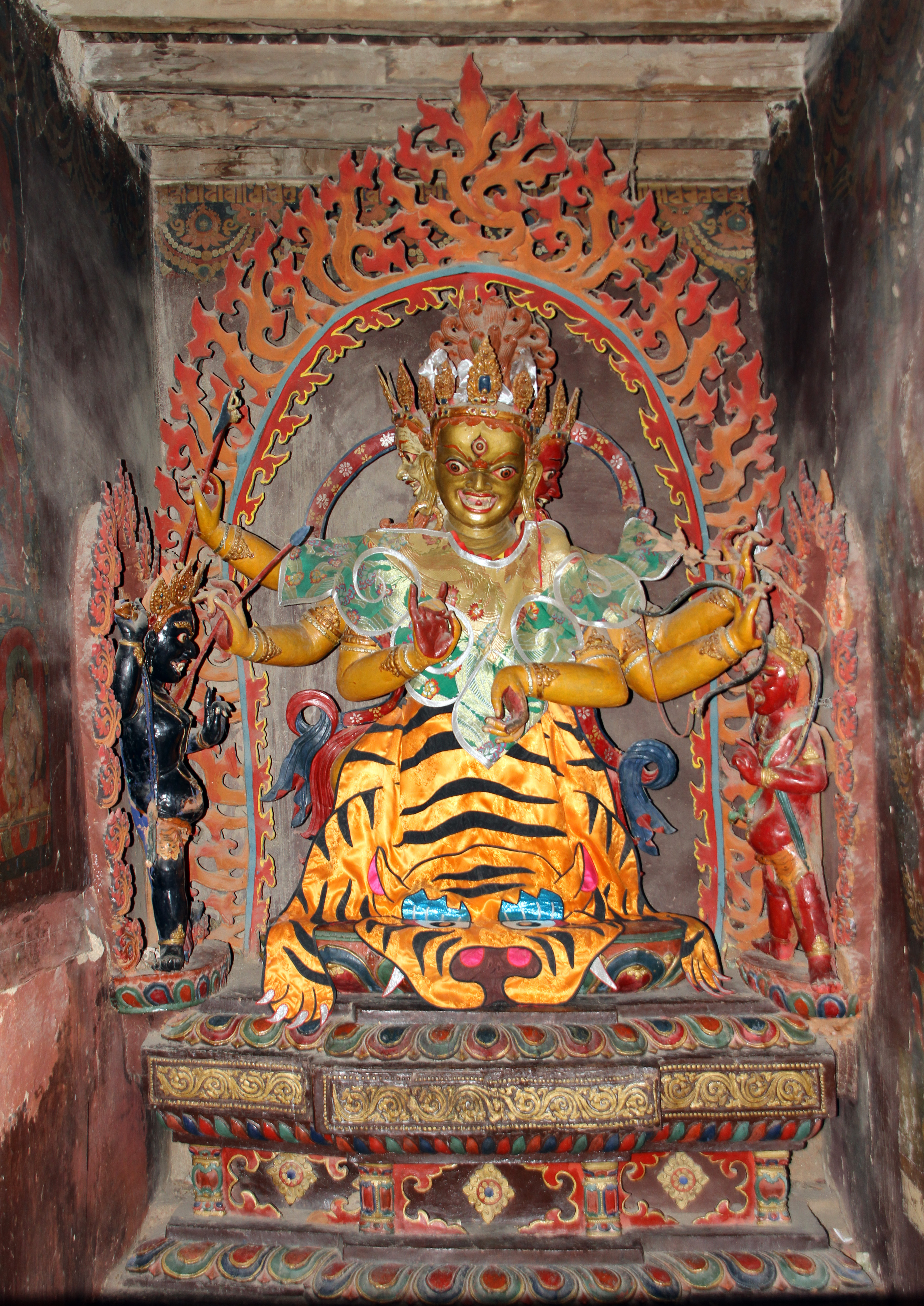
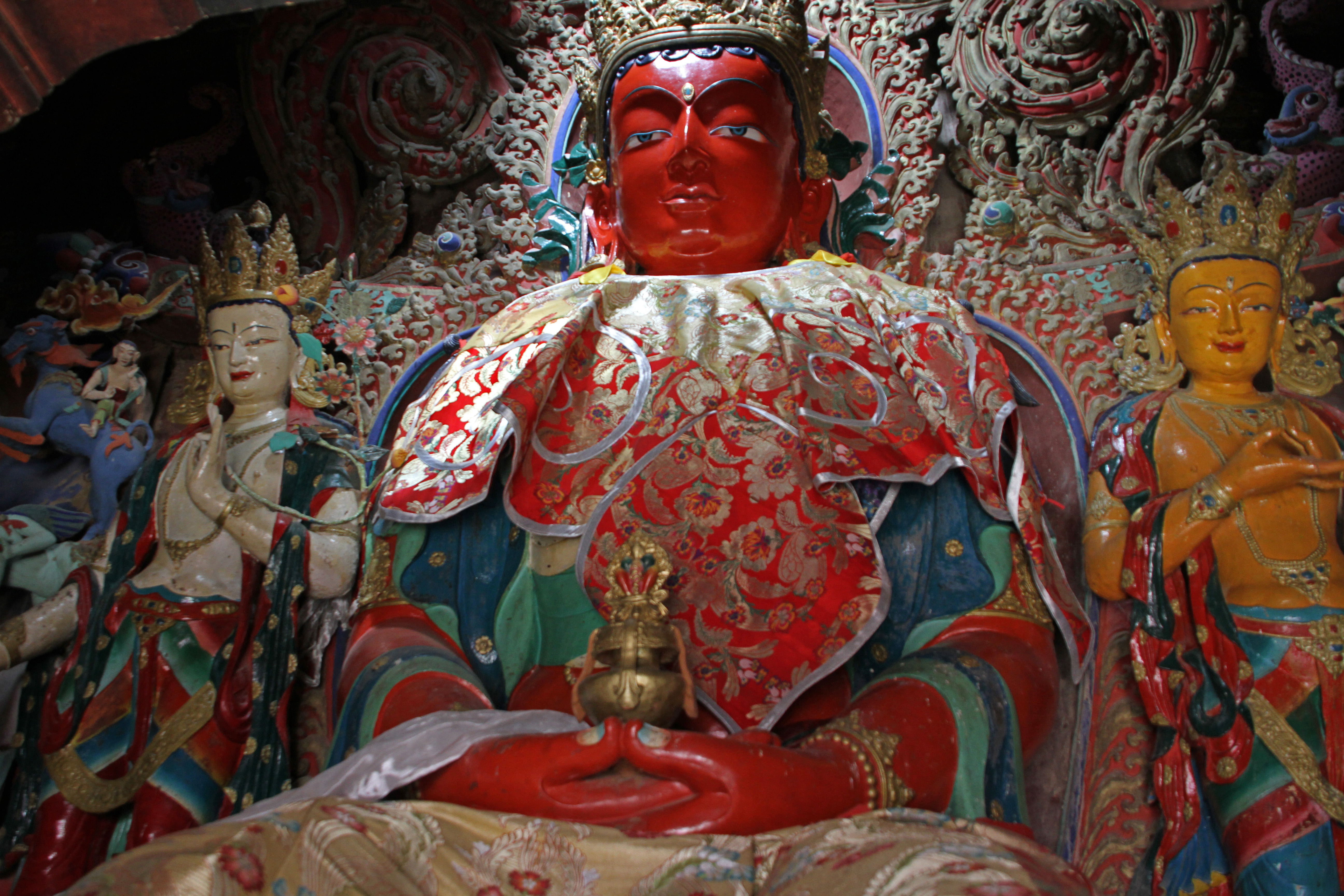
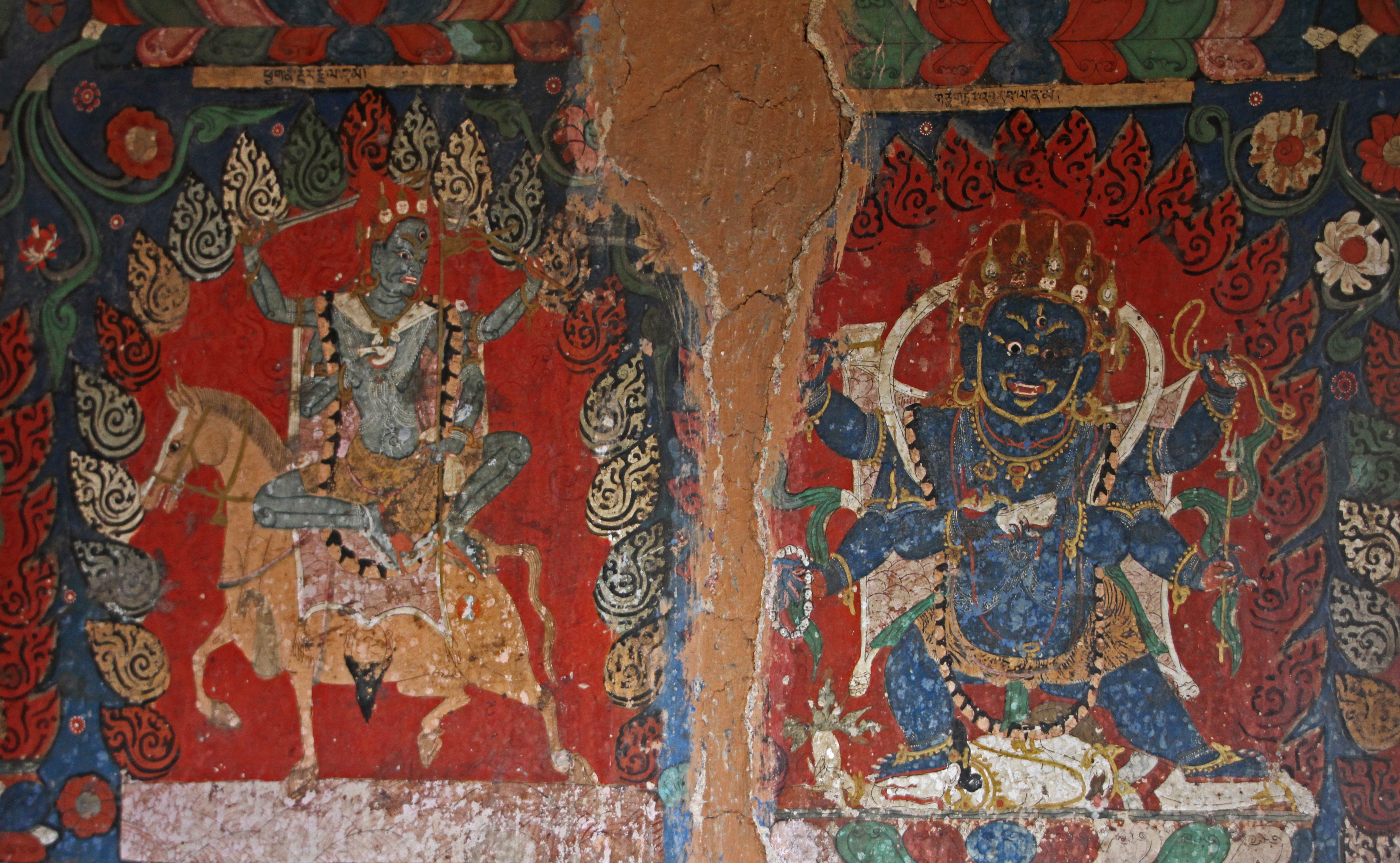
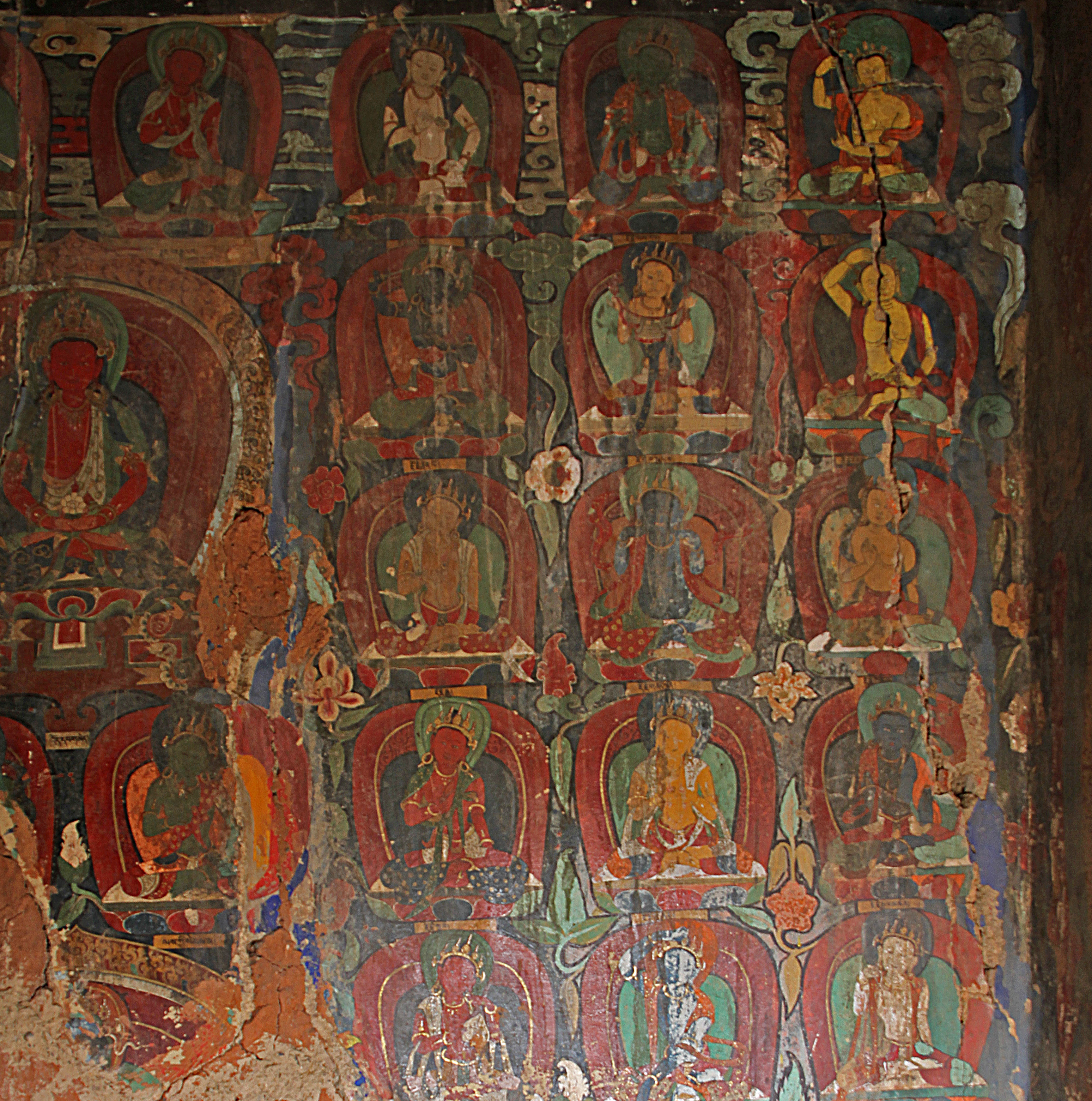

- Le Kumbum de Gyantsé - quatre des 27 529 images

## Sources
- Marc Moniez, Christian Deweirdt, Monique Masse, Le Tibet, Éditions de l'Adret, Paris, 1999  (ISBN 2-907629-46-8) p. 240, 381-388